# Acmaeoderella coarctata
Acmaeoderella coarctata es una especie de escarabajo del género Acmaeoderella, familia Buprestidae. Fue descrita científicamente por Lucas en 1846.

## Distribución geográfica
Habita en el Paleártico.